# Luis Lucchetti
Pour les articles homonymes, voir Lucchetti.
Luis Alberto Lucchetti, né le 18 novembre 1902 à La Plata et mort le 6 août 1990 à Buenos Aires, est un escrimeur argentin, ayant pour arme le fleuret et l'épée.

## Biographie
Il est médaillé de bronze olympique d'escrime dans l'épreuve de fleuret par équipes (avec notamment son frère Héctor Lucchetti) lors des Jeux olympiques d'été de 1928 à Amsterdam. Il participe aussi aux Jeux olympiques de 1924 et de 1936.